# Cymindis arctica
Cymindis arctica es una especie de coleóptero de la familia Carabidae.

## Distribución geográfica
Habita en Rusia.